# Шевченко Станіслав Іванович
Станіслав Іванович Шевченко (29 січня 1937, с. Варварівка, Полтавська область) – хірург, доктор медичних наук, професор, заслужений діяч науки і техніки України*, завідувач Кафедри загальної хірургії №1 (зараз Кафедра хірургії № 4) (1991-2009) Харківського Національного медичного університету (ХНМУ).

## Життєпис
Народився 29 січня 1937 року в Полтавській області, в селі Варварівка, в родині службовця. У 1955 році вступив на лікувальний факультет Харківського медичного інституту (ХМІ), який у 1960 році закінчив. Студентом Станіслав Іванович захопився хірургією та захворюваннями щитоподібної залози. Після закінчення інституту направлений у Казахську РСР, Цілиноградській район, де працював хірургом до 1963 року. Повернувшись до Харкова, С. І. Шевченко вступив у клінічну ординатуру на кафедрі факультетської хірургії ХМІ, де навчався до 1965 року. Після закінчення працював хірургом-ординатором у Харківській обласній клінічній лікарні. В 1967 році на конкурсній основі був обраний асистентом кафедри факультетської хірургії Харківського медичного інституту , .
На теперішній час працює на кафедрі хірургії № 2 ХНМУ.

## Наукова та педагогічна робота
Кандидатська дисертація «Прямая пневмотиреография (её значение в диагностике заболеваний щетовидной железы)» захищена у 1968 році. У 1975 році С. І. Шевченко обраний вже доцентом кафедри. Через 11 років, у 1986 році, він захистив докторську дисертацію «Оптимизация диагностики и хирургического лечения заболеваний щитовидной железы с антитиреоидным аутоиммунным процесом». У 1988 році отримав звання професора, а з 1991 року – Станіслав Іванович став завідувачем кафедри факультетської хірургії Харківського державного медичного університету.
С. І. Шевченко має великий практичний досвід та є педагогом, що вчить молоде покоління лікарів. Науково-практичний напрямок його роботи – удосконалення методів діагностики та хірургічного лікування хворих з патологією щитоподібної залози, підшлункової залози при гострому панкреатиті, розробка і впровадження методів профілактики, діагностики та лікування післяопераційних ускладнень в ендокринній хірургії. Станіслав Іванович Шевченко є автором більш ніж 300 наукових праць, серед яких методичні розробки, статті, монографії та підручники, патенти на винаходи .
Хірург щорічно виконує до 200-250 операцій різного ступеня складності, переважно при патології щитоподібної залози. Має сертифікати з ендокринної та загальної хірургії , .

## Звання
·      1986 р. – доктор медичних наук
·      1988 р. – професор 